# モーリタニアにおけるLGBTの権利
モーリタニアにおけるLGBTの権利（モーリタニアにおけるLGBTのけんり）では、モーリタニアにおけるLGBTの法的状況について扱う。
モーリタニアでは、男性・女性に関わらず同性愛行為は違法とされる。同性愛行為はシャリーア（イスラム法）に基づき処罰される。1984年に制定されたモーリタニア刑法第308条によって成人男性のムスリムによる同性愛行為は死刑に相当し、石投げの刑にすることができると定められている。また、同刑法第306条によって刑法第308条の対象に含まれない女性のムスリムや異教徒の場合でも、悔悟がない場合イスラームの習慣を壊乱した罪に問われ3ヵ月から2年の禁錮及び5,000-60,000ウギアの罰金が科せられる。ただし、石投げによる死刑は1988年以降執行されていない。同性婚は認められておらず、同性愛カップルについての法的な考慮もなされていない。また性的指向に関する差別からの法的な保護も特に定められていない。2010年のアメリカ合衆国国務省人権報告によれば、モーリタニアにおいては「セクシュアリティに基づく社会的な暴力及び政府による構造的な差別については証拠が確認できなかった。またこの1年に同性愛行為によって刑が確定したケースもない。ただし、モーリタニア国内にLGBTの権利を保護する組織もない」と報告している。